# Dennis Ahl
Dennis "POW" Ahl, född 14 november 1986 i Göteborg, är en svensk MMA-utövare som mestadels tävlar i shootfighting och amatör-mma.
Dennis Ahl tävlade 2009-2010 i -70,3 kg och blev svensk mästare i shootfighting 2010.
Det följande året tog han steget över till amatör-mma och vann den första SM-titeln någonsin i amatör-MMA i -70,3 kg. Efter att ha vunnit finalen på domslut(3-0) så ropade han även in sin flickvän i ringen och friade till henne.
Den 4 december 2011 utannonserade han att han skulle dra sig tillbaka ifrån tävlingssammanhang inom MMA för att kunna fokusera på sin familj. Han planerar att fortsätta träna och instruera i den mån det är möjligt och att eventuellt tävla lite i submission wrestling.
Dennis Ahl tränar och tävlar för närvarande för Gladius MMA, som är en del av Shooters MMA, där han även hjälper till och håller i träningar.

## Amatör-rekord
| Resultat | Rekord | Motståndare          | Metod                                      | Event                        | Datum             | Rond | Tid  | Plats                | Notering                                                                        |
| -------- | ------ | -------------------- | ------------------------------------------ | ---------------------------- | ----------------- | ---- | ---- | -------------------- | ------------------------------------------------------------------------------- |
| Vinst    | 14-2   | Robin Manning        | Decision (3-0)                             | SML - Amatör MMA SM 2011     | 3 december 2011   | 2    | 5:00 | Helsingborg, Sverige | Vann den första SM-titeln i amatör-MMA i svensk historia i lättvikt (-70,3 kg). |
| Vinst    | 13-2   | Michael Tunc         | Submission (Triangel)                      | SML - Shoot Challange 10     | 6 november 2011   | 1    | 4:29 | Stockholm, Sverige   | -73 kg (Amatör MMA)                                                             |
| Vinst    | 12-2   | Carl Nordqvist Linde | RSC (Referee Stops Contest) Slag på marken | SML - Gladius Adrenaline 12  | 10 september 2011 | 1    | 0:17 | Göteborg, Sverige    | -73 kg (Amatör MMA)                                                             |
| Vinst    | 11-2   | Rikard Rud           | Submission (Triangel)                      | SSL11 - Kaisho Battle 5      | 12 mars 2011      | 1    | 4:35 | Helsingborg, Sverige | -77 kg (Shootfighting)                                                          |
| Vinst    | 10-2   | Andreas Kartrud      | Decision (Split)                           | SSL10 - Svenska Mästerskapet | 4 december 2010   | 2    | 5:00 | Nyköping, Sverige    | Vann SM-titel i Shootfighting (Lightweight -70 kg)                              |
| Vinst    | 9-2    | Johannes Vinasco     | Submission (Kimura)                        | SSL10 - Alive Fight Night 2  | 9 oktober 2010    | 1    | 2:18 | Skene, Sverige       | -73 kg (Shootfighting)                                                          |
| Vinst    | 8-2    | Robin Manning        | Decision (Unanimous)                       | SSL10 - Gladius Adrenaline 9 | 11 september 2010 | 1    | 5:00 | Göteborg, Sverige    | -73 kg (Shootfighting)                                                          |
| Förlust  | 7-2    | Brian Gronemann      | Submission (Guillotine)                    | Fightergalla 14 - ICE COLD   | 29 maj 2010       | 1    | 2:13 | Odense, Danmark      | -70 kg (Amatör MMA)                                                             |
| Vinst    | 7-1    | Bokan Tokay          | Decision (Unanimous)                       | SSL10 - Gladius Adrenaline 9 | 8 maj 2010        | 1    | 5:00 | Göteborg, Sverige    | -71 kg (Shootfighting)                                                          |
| Vinst    | 6-1    | Eric Pilbark         | Decision (Unanimous)                       | SSL10 - Escalate Challenge 3 | 4 april 2010      | 1    | 5:00 | Nyköping, Sverige    | -71 kg (Shootfighting)                                                          |
| Förlust  | 5-1    | Andreas Kartrud      | Decision (Split)                           | SSL10 - Kaisho Battle 4      | 13 mars 2010      | 1    | 5:00 | Helsingborg, Sverige | -73 kg (Shootfighting)                                                          |
| Vinst    | 5-0    | Jens Ingildsen       | Decision (Unanimous)                       | SSL10 - Frontier MMA Open    | 27 februari 2010  | 1    | 5:00 | Malmö, Sverige       | -70 kg (Shootfighting)                                                          |
| Vinst    | 4-0    | Olle Råberg          | Decision (Unanimous)                       | SSL09 - Alive Fight Night    | 10 oktober 2009   | 1    | 5:00 | Skene, Sverige       | -70 kg (Shootfighting)                                                          |
| Vinst    | 3-0    | Onur Polat           | Submission (Electric Chair)                | SSL09 - Gladius Adrenaline 8 | 12 september 2009 | 1    | 1:11 | Göteborg, Sverige    | -70 kg (Shootfighting)                                                          |
| Vinst    | 2-0    | Fredrik Grahn        | Decision (Unanimous)                       | SSL09 - Gladius Adrenaline 7 | 14 februari 2009  | 1    | 5:00 | Göteborg, Sverige    | -76 kg (Shootfighting)                                                          |
| Vinst    | 1-0    | Carl Booberg         | Submission (Kimura)                        | SSL08 - Gladius Adrenaline 6 | 22 november 2008  | 1    | 1:59 | Göteborg, Sverige    | -77 kg (Shootfighting)                                                          |